# Valdampierre
Valdampierre ist eine französische Gemeinde mit 921 Einwohnern (Stand 1. Januar 2022) im Département Oise in der Region Hauts-de-France. Sie gehört zum Arrondissement Beauvais, zur Communauté de communes des Sablons und zum Kanton Chaumont-en-Vexin.

## Geographie
Die Gemeinde Valdampierre mit den Ortsteilen Les Marettes, La Rachie und Le Val de Pouilly liegt 13 Kilometer südlich von Beauvais im Nordosten der Landschaft Vexin français. Am Ostrand der Gemeinde verläuft die Autoroute A16. Umgeben wird Valdampierre von den Nachbargemeinden von Valdampierre sind La Neuville-Garnier im Norden, Auteuil im Nordosten, La Drenne im Osten, Saint-Crépin-Ibouvillers im Süden, Pouilly im Südwesten sowie Les Hauts-Talican im Westen und Nordwesten.

## Geschichte
Im Jahr 1900 wurde eine Fabrik für Perlmuttknöpfe eröffnet. Die Gebäude wurden im Jahr 2001 abgebrochen.

## Einwohner
| Jahr                       | 1962 | 1968 | 1975 | 1982 | 1990 | 1999 | 2006 | 2013 | 2021 |
| -------------------------- | ---- | ---- | ---- | ---- | ---- | ---- | ---- | ---- | ---- |
| Einwohner                  | 423  | 364  | 304  | 639  | 829  | 880  | 898  | 948  | 902  |
| Quellen: Cassini und INSEE |      |      |      |      |      |      |      |      |      |

## Sehenswürdigkeiten
- Kirche Notre-Dame aus dem 12. und 14. Jahrhundert, seit 1970 als Monument historique eingetragen[1]
- Schloss im Osten des Gemeindegebiets

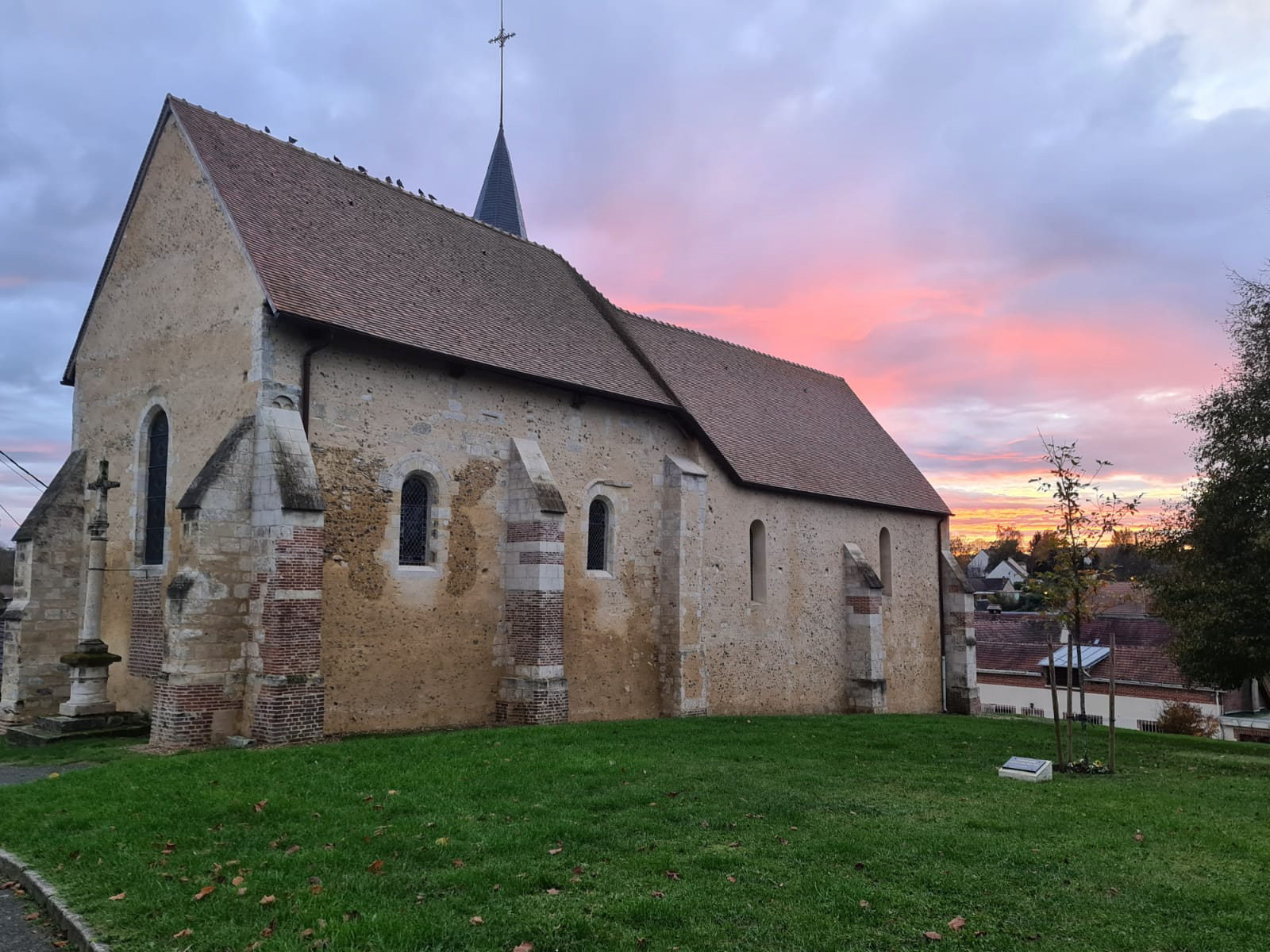
Kirche Notre-Dame
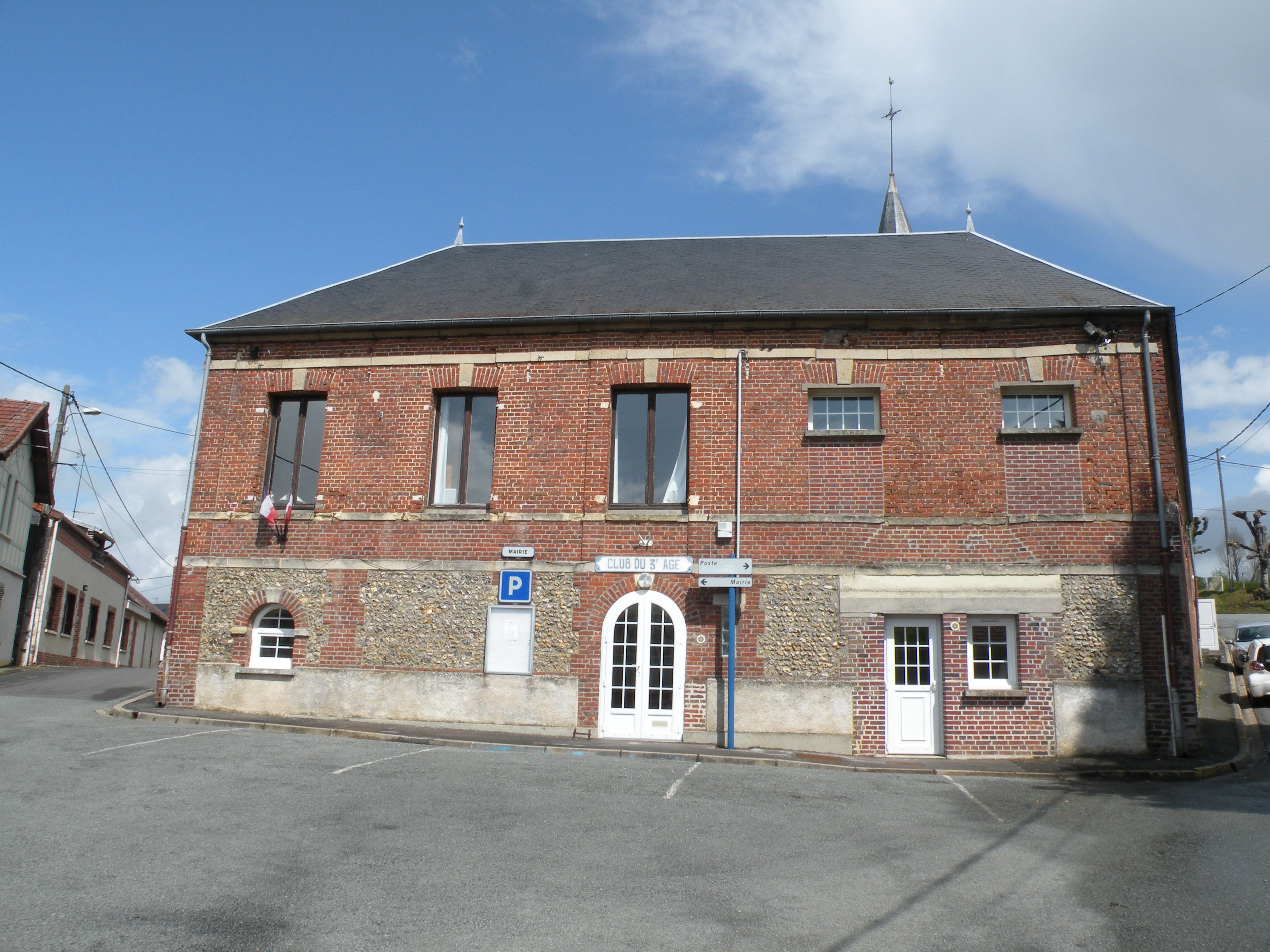
Rathaus (Mairie)